# My story, Your song 經典全記録
『My story, Your song 經典全記録』は、シンガポール出身の歌手、孫燕姿（スン・イェンツー）のベストアルバム。

## 解説
孫燕姿がデビュー以来所属していたワーナー・ミュージックからキャピトル・レコードに移籍したことに伴い、ワーナー時代にリリースしたアルバムの集大成として発売された4枚のCDからなるベストアルバムである。初回版はこのCD4枚とDVD1枚の計5枚組だったが、通常版や再発版はCD 1（心懂事）とCD 2（愛未知）の2枚組『My story』とCD 3（涙成詩）と、CD 4（夢飛行）の2枚組『Your song』の2セットに分かれている。
この他、『My story』『Your song』と名づけられたCDの2枚組『主打精華版』というセットもある。2010年には、主打精華版に3枚目のCD『Bonus Tracks』が付いた『2010 SPECIAL EDITION』が発売された。
新曲は「雨天」「夢想天空」の2曲。また、ドラマ『七年級生』のサウンドトラックから「第六感」、蔡健雅のアルバム『雙棲動物』に収録されているデュエット曲「原點」の2曲も孫燕姿のアルバムには初収録となった。
アルバムのタイトルは『My story, Your song』だが、日本の歌手倉木麻衣とデュエットした同タイトルの曲は収録されていない。

## 収録曲

### CD 1 ｛心懂事｝
1. 雨天
作詞:小寒、作曲:李偉菘
2. 我要的幸福
作詞:嚴云農、作曲:李偉菘
3. 天黒黒
作詞:廖瑩如+April、作曲:李偲菘
4. Stefanie
作詞:孫燕姿、作曲:陳達偉
5. 風箏
作詞:易家揚、作曲:李偉菘
6. 懂事
作詞・作曲:深白色
7. 壞天氣
作詞:徐世珍、作曲:游鴻明
8. Honey Honey
作詞・作曲:林一峰
9. 很好
作詞:徐世珍、作曲:孫燕姿
10. The Moment（這一刻）
作詞・作曲:陳忠義
11. 第一天
作詞:五月天阿信、作曲:F.I.R.+五月天阿信+孫燕姿
※F.I.R.、五月天（メイデイ）との合作
12. 我也很想他
作詞:彭學斌、作曲:彭學斌
13. 愛從零開始
作詞:易家揚、作曲:陳建寧+陳正卿
14. 相信
作詞:April、作曲:蕭賀碩
15. Hey Jude
作詞・作曲:John Lennon+Paul James McCartney

### CD 2 ｛愛未知｝
1. 第六感
作詞:小寒、作曲:蔡健雅
2. 神奇
作詞:天天、作曲:李偲菘
3. 隨堂測驗
作詞:李焯雄、作曲:王美蓮
4. 任性
作詞:何啓弘、作曲:孫燕姿
5. Silent All These Years
作詞・作曲:Tori Amos
6. 慢慢來
作詞:陳鎮川、作曲:李偉菘
7. 一樣的夏天
作詞:JOY、作曲:陳達偉
8. 害怕
作詞・作曲:深白色
9. Someone
作詞・作曲:孫燕姿
10. 濃眉毛
作詞:李焯雄、作曲:楊君亮
11. 了解
作詞:易家揚、作曲:凌偉文
12. 夢不落
作詞:劉偉恩、作曲:李偲菘
13. Leave
作詞:黄祖蔭、作曲:李偉菘
14. Leave Me Alone
作詞:李偉菘+廖瑩如、作曲:李偉菘
15. 明天晴天
作詞:徐世珍、作曲:孫燕姿
16. Our Memory
※Remix

### CD 3 ｛涙成詩｝
1. 原點
作詞:杜鑫、作曲:陳文華
※蔡健雅（タニア・チュア）とのデュエット
2. 開始懂了
作詞:姚若龍、作曲:李偲菘
3. 愛情證書
作詞:徐世珍、作曲:李偲菘
4. 愛情字典
作詞:易家揚、作曲:陳文華
5. 星期一天氣晴我離開你
作詞:厲曼婷、作曲:楊劍威
6. 我不難過
作詞:楊明學、作曲:李偲菘
7. 眼涙成詩
作詞:林夕、作曲:劉寶龍
8. 遇見
作詞:易家揚、作曲:林一峰
9. 不是真的愛我
作詞:胡如虹、作曲:劉志文
10. 同類
作詞:易家揚、作曲:李偲菘
11. 逃亡
作詞:林怡芬、作曲:李偲菘
12. 終於
作詞:易家揚、作曲:李偉菘
13. 我不愛
作詞:廖瑩如、作曲:陳科妤
14. 隱形人
作詞:小寒、作曲:林毅心+黄韻仁
15. 我的愛
作詞:小寒、作曲:林毅心

### CD 4 ｛夢飛行｝
1. 夢想天空
作詞:涂愷芝、作曲:金世瑛
2. 零缺點
詞:易家揚、作曲:洪偉傑
3. 直來直往
作詞:方文山、作曲:李偲菘、ラップ:蕭賀碩
4. 祝你開心
作詞・作曲:伍家輝
5. 作戰
作詞:廖瑩如、作曲:包子柏
6. 超快感
作詞:李焯雄+包子柏、作曲:包子柏
7. 完美的一天
作詞・作曲:虞洋
8. 難得一見
作詞:廖瑩如、作曲:包子柏
9. 奔
作詞:天天、作曲:李偉菘
10. 未完成
作詞:廖瑩如、作曲:李偉菘
11. 緑光
作詞:天天、作曲:李偉菘、ラップ:孫燕姿
12. 練習
作詞:廖瑩如、作曲:楊劍威
13. Venus
作詞・作曲:Robby Van Leeuwen
14. 和平
作詞:廖瑩如、作曲:李偲菘
15. 種
作詞:廖瑩如、作曲:孫燕姿

## 主打精華版収録曲

### CD 1 （My Story）
1. 雨天
2. 我要的幸福
3. 天黒黒
4. 第六感
5. The moment
6. 奔
7. 害怕
8. 太陽底下
9. 懂事
10. 風筝
11. 神奇
12. 我不難過
13. 我也很想他
14. 夢不落
15. Silent all these years
16. 任性
17. 第一天
18. 我不愛

### CD 2 （Your Song）
1. 夢想天空
2. 開始懂了
3. 愛情證書
4. 緑光
5. 愛情字典
6. 原點
7. 超快感
8. 逃亡
9. 隠形人
10. 難得一見
11. 遇見
12. 完美的一天
13. 直來直往
14. 眼涙成詩
15. 同類
16. 零缺點
17. 很好
18. 我的愛

## 2010 SPECIAL EDITION収録曲
CD 1およびCD 2の収録曲については、主打精華版と同じである。

### CD 3 （Bonus Tracks）
1. 橄欖樹
2. Hey Jude
3. 了解
4. 慢慢來
5. 壞天氣
6. 練習
7. Stefanie
8. 就是這樣
9. 學會
10. Honey honey